# Мкоани

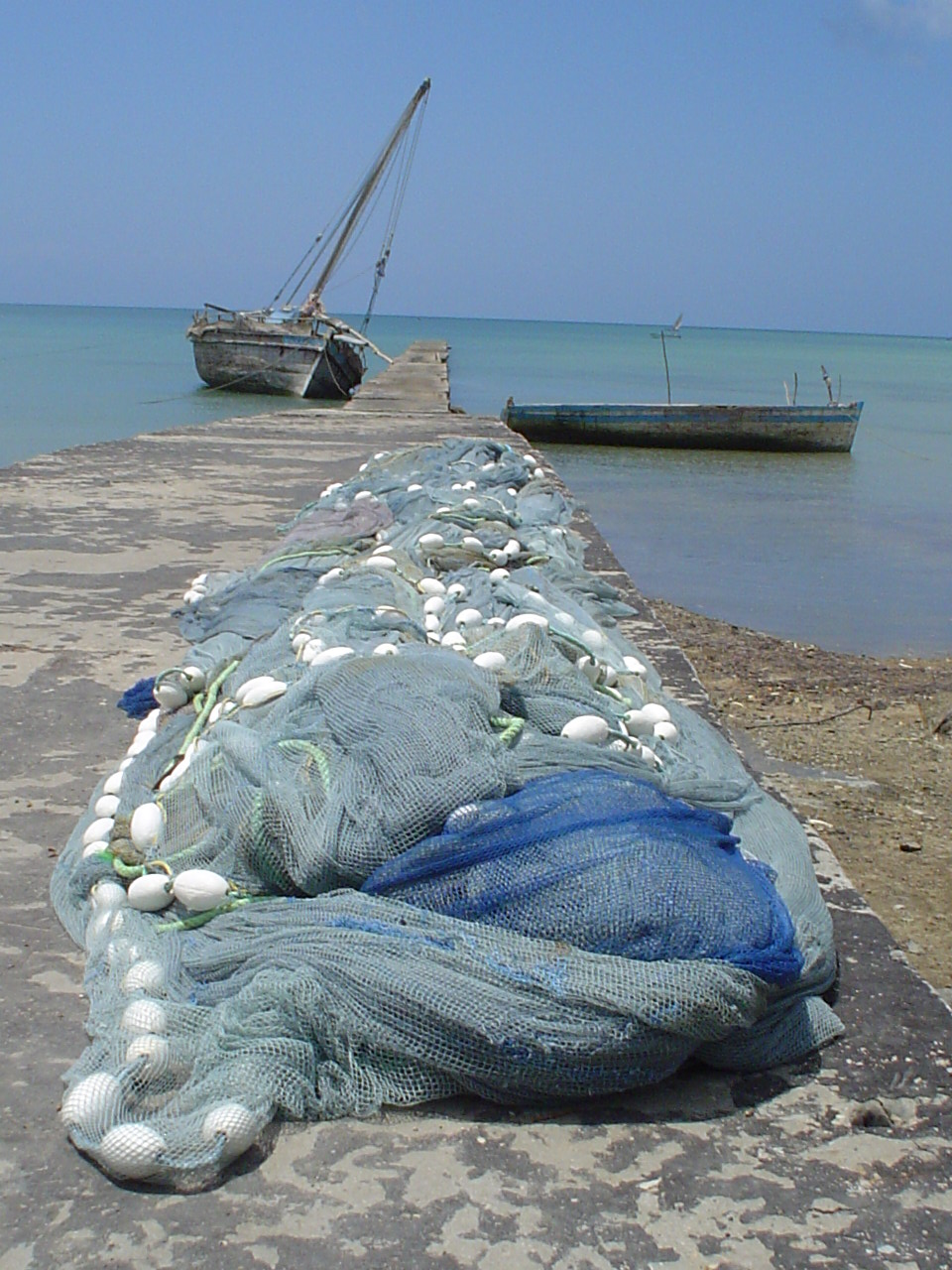

Мкоани (англ. Mkoani) — город в Танзании, автономного Занзибара, главный порт, третий по величине и самый маленький административный центр на острове Пемба, административный центр региона Южная Пемба.
Население города в 2022 году составляло 23 719 человек. Средняя высота центральной части порта — 25 м. Самая старая гавань на острове Пемба, большинство паромов из Занзибара или с материка приплывают в порт этого города.
Расположен на холме с видом на широкую бухту, город состоит преимущественно из небольших домов и магазинов вдоль главной дороги, ведущей к гавани.
Местные жители в основном занимаются сельским хозяйством, рыболовством. Хорошо развит экспорт пряностей, выращенных на плантациях вокруг города. В городе есть почтовое отделение, больница.
Климат тропический.